# نورماني (مغنية)
نورماني كوردي هاملتون (بالإنجليزية: Normnia Kordei Hamilton)‏ والمعروفة فنيا باسم نورماني ((بالإنجليزية: Normani)‏، مزدادة في 31 مايو 1996) هي مغنية وراقصة أمريكية اشتهرت خلال مشاركة مع فرقة فيفث هارموني التي أنتشأت في 2012 في الموسم الثاني من نسخة ذا إكس فاكتور الأمريكية. كما شاركت في الموسم 24 من النسخة الأمريكية لبرنامج الرقص مع النجوم. ولها أغنية منفردة أدتها مع خاليد في فبراير 2018.

## النشأة
ولدت نورماني في أتلانتا عاصمة ولاية جورجيا وترعرعت في نيو أورلينز، والداها هما «ديريك» و«أندريا هاميلتون» ولها أختين تكبرانها. درست لبعض الوقت في مدرسة أسقفية في نيو أورلينز، ثم انتقلت مع عائلتها نحو هيوستن بولاية تكساس بعد إعصار كاترينا 2005. خلال سنوات المراهقة اهتمت نورماني بالرقص، الجمباز ومسابقات الجمال. خلال طفولتها غنت «الغوسبل»، وهو غناء ديني مسيحي وسجلت أول أغنية لها في سن 13 سنة.

## الموهبة الفنية

### في الغناء
شاركت نورماني في الموسم الثاني من ذا إكس فاكتور أمريكا خلال مرحلة تجارب الأداء بأغنية "Chain of Fools" للمغنية أريثا فرانكلين وحصلت على أربعة موافقات (Yeses 4)، وكان من المفترض خروجها من المرحلة الثانية كمتسابقة منفردة، لكن لجنة التحكيم قرر الإبقاء عليها وجمعها مع كل من آلي بروك، لورين جوريجوي، دينا جان وكاميلا كابيلو في فرقة واحدة أطلقت على نفسها فيما بعد اسم فيفث هارموني. واستطاعت الفرقة الوصول إلى العرض النهائي الحصول على المركز الثالث.
شاركت نورماني مع المغني خاليد في أغنيته "Young Dumb & Broke"، وأكدت أنها ستعمل معه قريبا أغنية جديدة. في 14 فبراير 2018 غنت مجددا مع خاليد أغنية بعنوان "Love Lies" وهي واحدة من أغاني فيلم "مع حبي، سيمون"، وحصلت الأغنية على المركز 43 ضمن تصنيف بيلبورد هوت 100. وفي أبريل 2018 بدأت نورماني تسجيل أول ألبوم منفرد لها مع تسجيلات آر سي إيه فيما أكدت أنها ستكون في عمل مشترك مع ميسي إيليوت.

### في الرقص
في 2015 ظهرت في فيديوهين موسيقيين أدت فيهما كراقصة، وفي مارس 2017 شاركت في الموسم 24 من نسخة الرقص مع النجوم الأمريكية رفقة شريكها الأوكراني فالنتين شميركوفسكي، ووصل الثنائي إلى العرض النهائي حيث احتلا المركز الثالث.